# Haus Rudell
Haus Rudell, heute auch Haus Meyh, ist eine Villa im Stadtteil Oberlößnitz der sächsischen Stadt Radebeul, in der heutigen Eduard-Bilz-Straße 37, unmittelbar am Eduard-Bilz-Platz bzw. dem Augustusweg gelegen. Es lag ursprünglich am Ende der Sophienstraße, die von den Gebrüdern Ziller auf eigene Kosten ausgebaut wurde und die heute den mittleren Teil der Eduard-Bilz-Straße bildet. Die Sophienstraße war nach der Zillerschwester Sophie Eugenia (1853–1874) benannt, die in frühen Jahren an Tuberkulose starb.

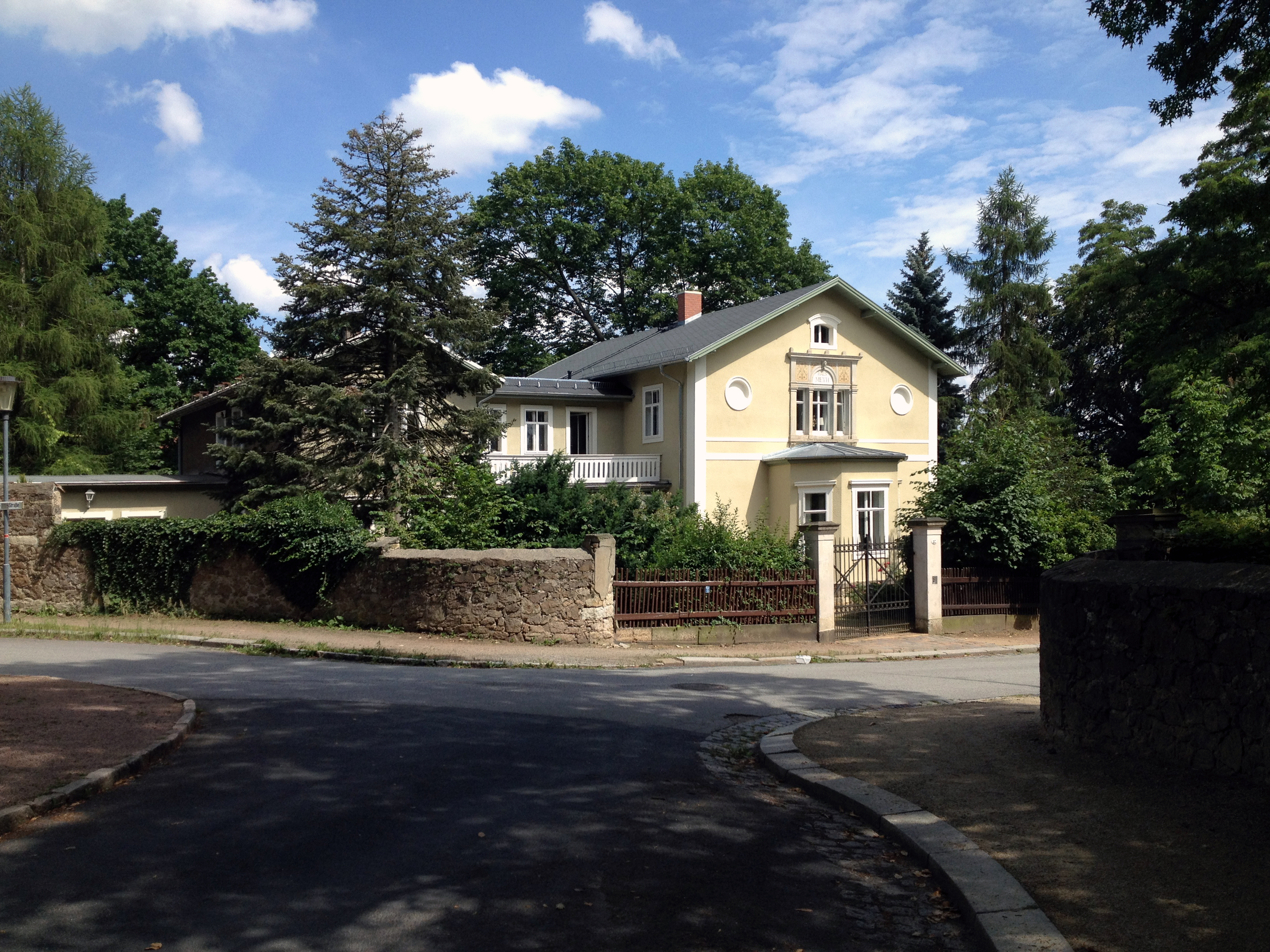
Haus Meyh (2016)

Das in den amtlichen Denkmallisten sowie der Denkmaltopografie als Haus Rudell angesprochene Kulturdenkmal hieß ursprünglich Haus Rudelt, nach seinem Eigentümer Walther Rudelt, dem das Anwesen in den 1930er Jahren unter der Adresse Straken 37 bzw. Sophienstraße 17 gehörte.

## Beschreibung

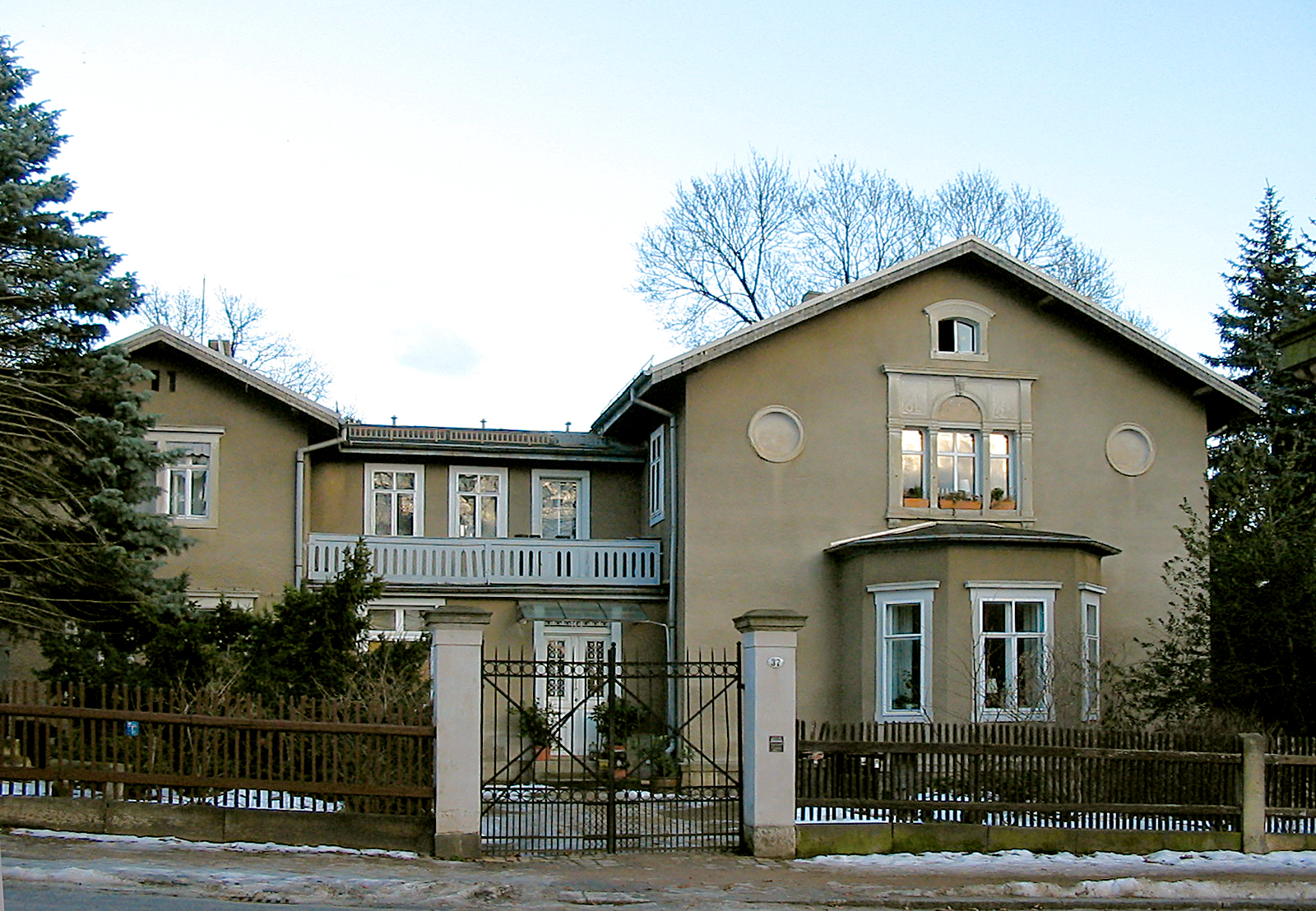
Haus Rudell (2009)

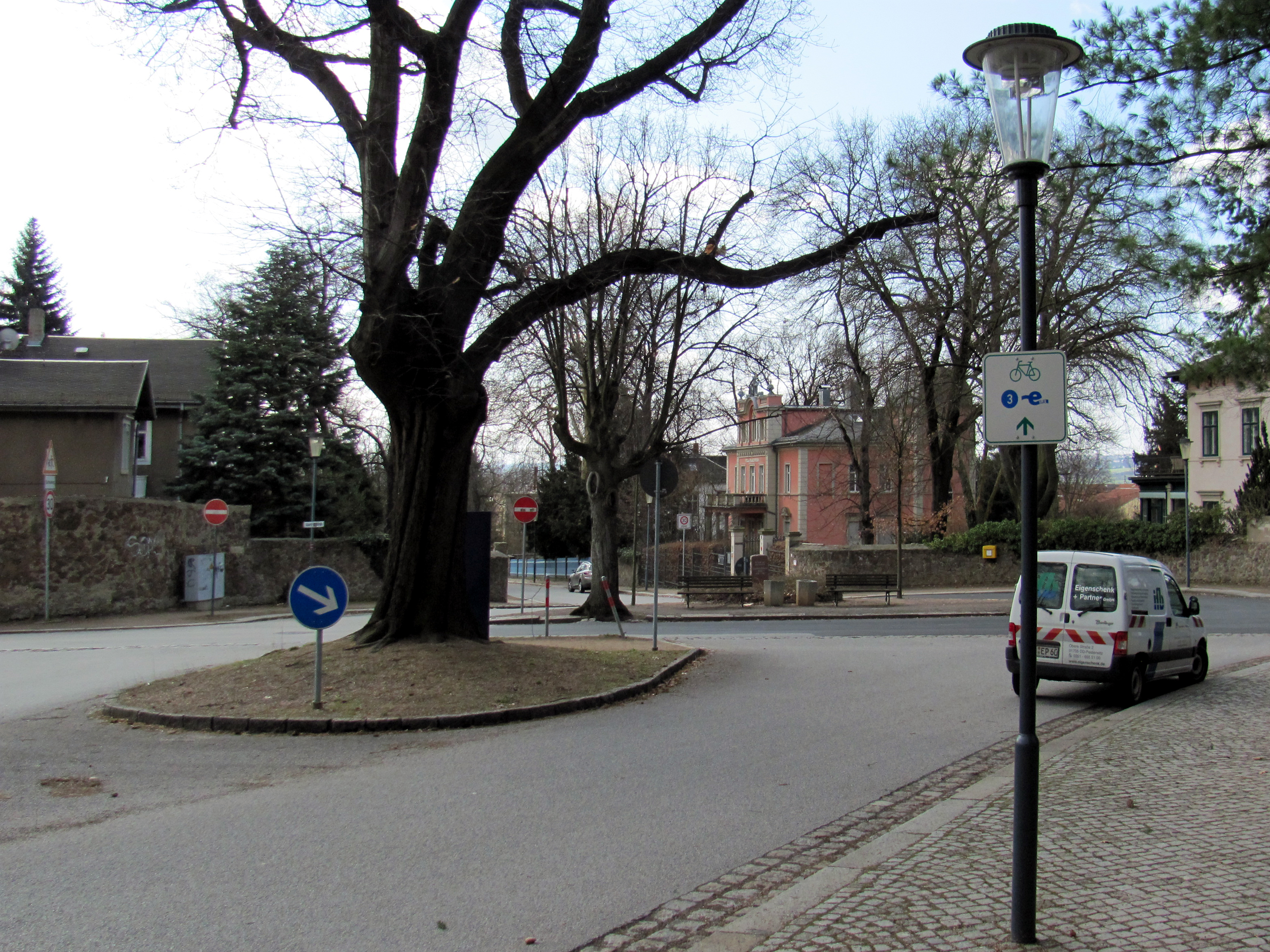
Haus Rudell (li.) am Eduard-Bilz-Platz, gegenüber Villa Sonnenhof und Villa Falkenstein

Die als Gruppenbau konzipierte, mit Einfriedung und Toreinfahrt unter Denkmalschutz stehende Villa besteht aus drei Baukörpern in Form eines zweigeschossigen Haupthauses, giebelständig zur Eduard-Bilz-Straße und auf der Gartenseite des Grundstücks, also nach Süden ausgerichtet, eines zweigeschossigen Nebengebäudes zum Augustusweg sowie eines Verbindungsbaus mit dem Eingang. Dieser Verbindungsbau ist so hoch wie das Nebengebäude, sodass zwei durchgehende Etagen entstehen.
Alle drei Baukörper haben ein flachgeneigtes Satteldach. Die ehemals verglaste Eingangshalle ist inzwischen massiv ausgeführt.
Die Fenster sind durch Sandsteingewände eingefasst, im Giebel des Haupthauses ein Palladiomotiv mit seitlichen Medaillonflächen. Die ehemals reiche Putzgliederung ist inzwischen stark vereinfacht.
Die Einfriedung hat ein Tor mit Sandsteinpfeilern mit Abdeckplatten und einem Gittertor.

## Geschichte

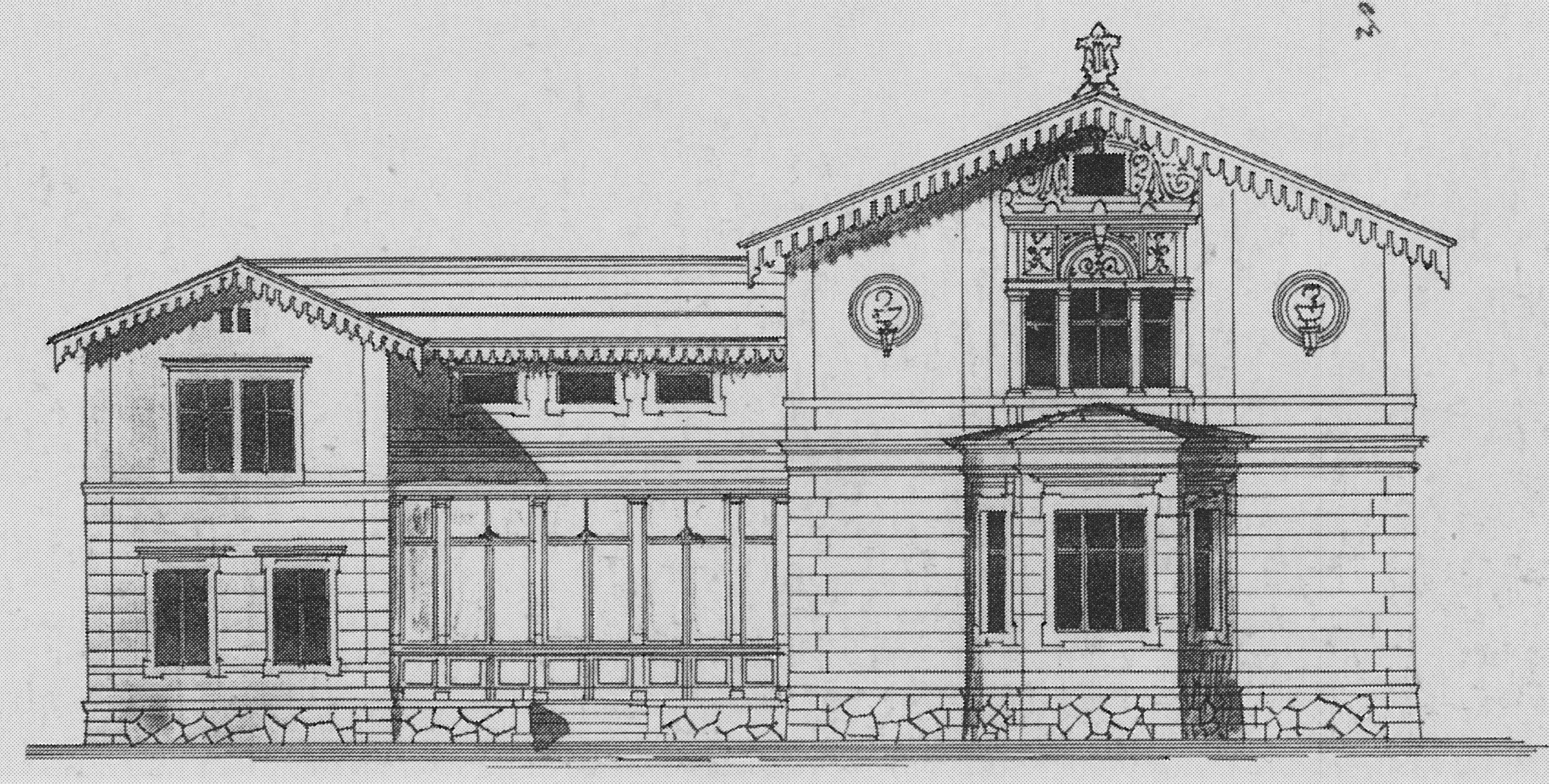
Haus Rudell, Bauzeichnung

Die Gebrüder Ziller erschlossen um 1877 auf eigene Kosten die ehemalige Sophienstraße, die nach Fertigstellung in den Besitz der Landgemeinde Oberlößnitz übergeben wurde. Um die Straße, die an einem kleinen Platz (Alvslebenplatz) beziehungsweise der Nizzastraße beginnt, aufzuwerten, bauten die Gebrüder Ziller am Straßenbeginn auf eigene Kosten als erstes Gebäude dieser Straße den Sophienhof, eine mit der Hauptansicht in Richtung Süden zum Platz ausgerichtete und mit einem Turm versehene Villa in Form einer Gebäudegruppe.
Der Sophienhof war mitsamt dem Turm eine Abwandlung eines Zillerschen Standard-Haustyps, der in dieser Straße mehrfach errichtet wurde. Um die Wandlungsfähigkeit dieses Haustyps zu zeigen, bauten die Zillerbrüder im Jahr 1878 auf der gleichen Straßenseite, nur am anderen Ende am Königsplatz (heute Eduard-Bilz-Platz) am Augustusweg, einen weiteren solchen Gruppenbau. Abgesehen vom fehlenden Turm wurde das mezzaninartige Obergeschoss des Sophienhofs erhöht. Außerdem erhielt das Haupthaus statt der Koppelfenster im Giebel ein Palladiomotiv, darunter wurde ein polygonaler Standerker aus der Wand gezogen. Insgesamt wurden die Fensteröffnungen anders verteilt. Statt der Akroteren auf dem Dach kamen hängende Zapfen unter das Dach. Der Verbindungsbau wurde nicht flach ausgebildet, sondern erhielt ebenfalls ein Satteldach auf Höhe des Nebengebäudes. Den Eingang durch den säulengeschmückten Eingangsportikus des Sophienhofs ersetzten die Bauherren durch eine gläserne Veranda.
Laut Adressbuch von 1915 wohnte dort der hochdekorierte Oberst Graf Ernst Bernhard Vitzthum von Eckstädt, Vater des dort geborenen Kunsthistorikers Georg Vitzthum von Eckstädt.

## Ähnliche Gebäude
- Eduard-Bilz-Straße 17: Villa als Gruppenbau
- Eduard-Bilz-Straße 19: Villa als Gruppenbau
- Eduard-Bilz-Straße 21: 1877: Sophienhof (mit Turm, Denkmal)
- Eduard-Bilz-Straße 27: 1877: Villa Eduard-Bilz-Straße 27 (Denkmal)
- Eduard-Bilz-Straße 34: 1882/84: Villa Otto Hennig (Denkmal)
- Eduard-Bilz-Straße 37: 1878: Haus Rudell (Denkmal)
- Pestalozzistraße 39: 1879/1881: Villa Pestalozzistraße 39 (Denkmal, errichtet durch die Baufirma F. W. Eisold nach Gustav Zillers Entwurf)